# .30 Remington AR
Набій .30 Remington AR було створено у 2008 підприємством Remington Arms, щоб заповнити проміжок у мисливських набоях між набоєм .223 Remington та набоями типу .308 Winchester. Конструкція набою створена спільним зусиллям підприємств «Freedom Group» через приватну інвестиційну компанію, до складу яких входили такі підприємства, як Bushmaster, DPMS та сам Remington. Гільза набою має зменшений фланець для заряджання в самозарядну гвинтівку Remington R-15. Його розробили через обмежені властивості магазинf гвинтівки AR-15, набій створений на різновиді набою .450 Bushmaster, який своєю чергою засновується на набої .284 Winchester.
Єдиним підприємством-виробником цих набоїв та їхніх складників було Remington. На ринку набій не мав великого попиту і Remington зняло його з виробництва.

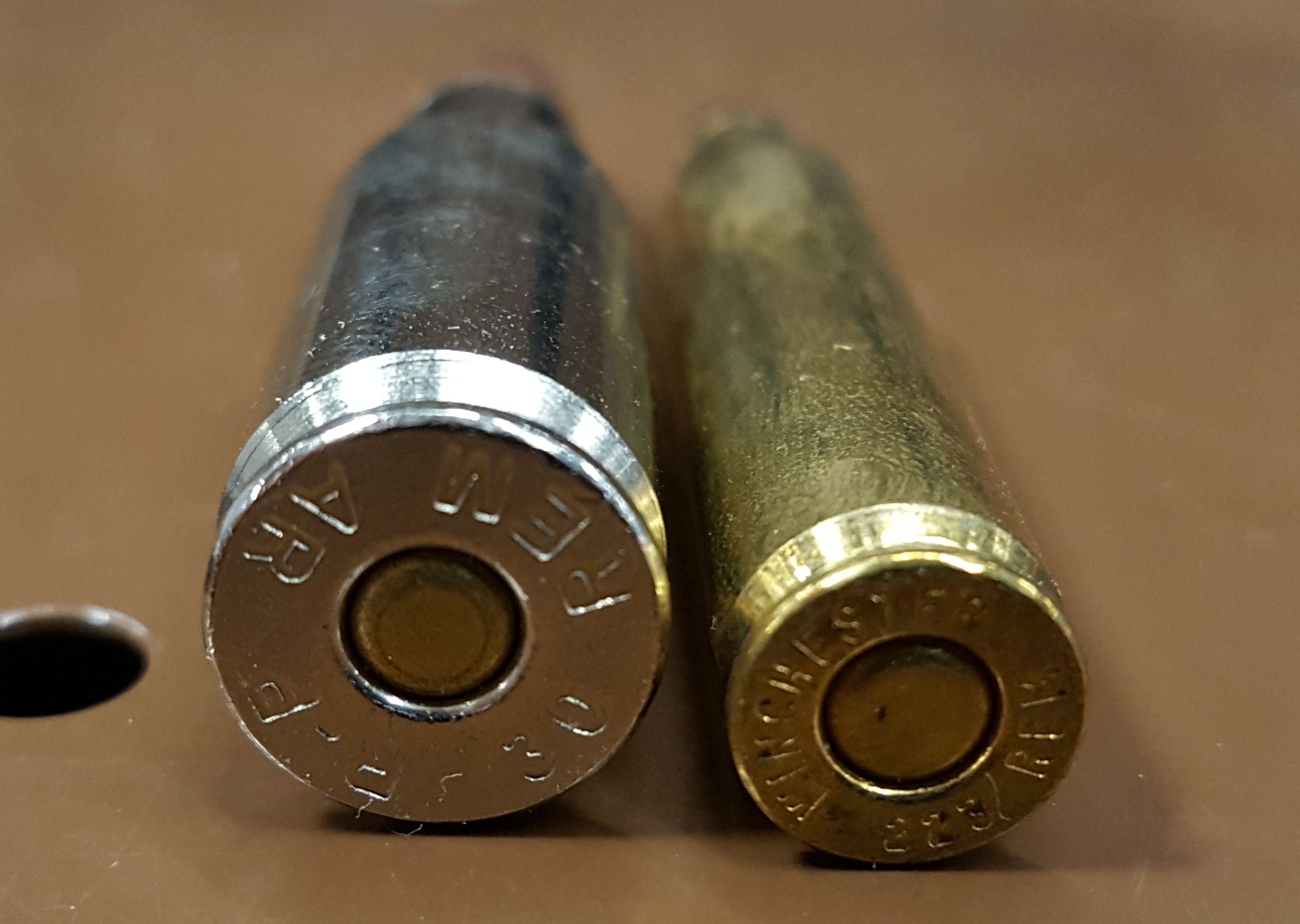
Набій .30 Remington AR має значно більший діаметр, ніж .223 Remington.

## Конструкція
Основну гільзу набою .450 Bushmaster підприємство Remington обрізало її до довжини 1.525", на відміну від початкового розміру 1.7", і обжало дульце для встановлення конічної кулі діаметром .308" з плечем у 25 градусів.
Розмір фланцю — .492" та оскільки набій має тиск 380 МПа, Remington вирішила використовувати затвор від гвинтівки .308 калібру у гвинтівці калібру 5,56 мм для збільшення підтримки гільзи. Скорість польоту кулі вагою 150 гран — 785 м/с.

## Продуктивність
Випробування продуктивності між .30 RAR і .308 Winchester показують, що, попри те, що .30 RAR має хорошу дулову скорість, енергія, яку він здатний доставити до цілі на відстані приблизно 400 ярдів, значно зменшується. У поєднанні з нижчими балістичними коефіцієнтами легших куль цей набій .30 RAR підходить для стрільби на відстанях від 300 до 400 ярдів, де потрібна куля більшого калібру.
Побічною дією короткої, широкої гільзи стало те, що гвинтівка Remington R-15 розроблена під цей набій має чотиризарядний, однорядний магазин.